# Julius Schulhoff
Julius Schulhoff, uváděn též Schulhof (2. srpna 1825, Praha – 15. března 1898, Berlín) byl český klavírista a hudební skladatel židovského původu. Byl prastrýcem hudebního skladatele Ervína Schulhoffa.

## Život
Jeho učitelem hudební teorie byl hudební skladatel Václav Jan Křtitel Tomášek. První klavírní koncert měl roku 1842 v Drážďanech. Poté působil v Paříži, kde se sblížil s Fryderykem Chopinem, který ho přesvědčil ke kariéře klavírního virtuóza. Jeho koncerty Chopinových skladeb měly v Paříži takový úspěch, že následovalo turné po celé Francii, které pokračovalo v Británii, Španělsku a Rusku. Poté se vrátil do Paříže, kde se začal více věnovat skládání. K jeho nejznámějším skladbám patří sonáta F minor. Roku 1870 se usadil v Drážďanech, kde především učil. Krátce před smrtí, v roce 1897, odešel do Berlína. Zde roku 1898 skonal.